# 벨로바키족

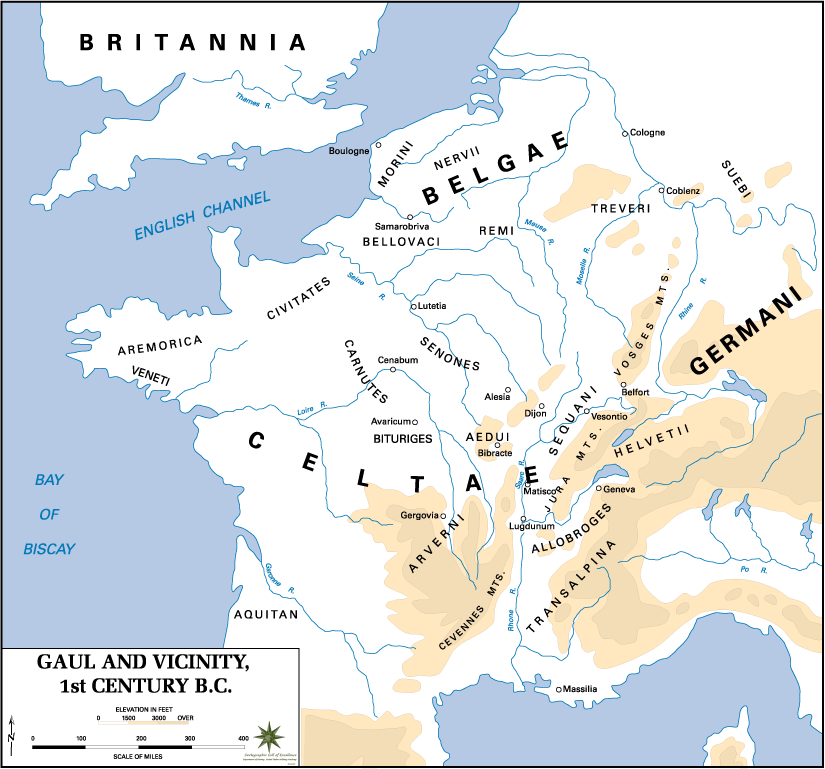
기원전 1세기경의 갈리아 부족의 세력

벨로바키족은 기원전 1세기경 갈리아 북동쪽에 살던 강력한 벨가이부족 중의 하나이다. 오늘날 프랑스 보베시를 중심으로 그 근처 지역에 살고 있었다.
기원전 57년 율리우스 카이사르의 갈리아 정복 때 로마에 처음 복속되었다. 카이사르의 《갈리아 전쟁기》에 따르면 벨로바키족은 예전에 당시 인구가 가장 많고 무용이 뛰어난 부족으로 수에시오네스족에게 대로마 전쟁의 지휘권을 달라고 요구했다고 한다. 카이사르는 수에시오네스족의 영토로 쳐들어가 벨로바키족을 공격하였고 인질을 요구하며 항복을 받아내었다.
기원전 52년 베르킨게토릭스가 주도한 갈리아의 총궐기 때 벨로바키족도 로마에 반기를 들었으나 알레시아 공방전이후 다른 갈리아 부족과 마찬가지로 완전히 로마에 항복하였다.

## 같이 보기
- 갈리아의 부족들
- 갈리아 전쟁